# Лежень рифовий
Лежень рифовий (Esacus magnirostris) — вид сивкоподібних птахів родини лежневих (Burhinidae).

## Поширення
Вид поширений на Андаманських островах, уздовж морського узбережжя на півдні М'янми і Таїланду, в Малайзії, Індонезії, на Філіппінах, Соломонових островах, Вануату, Новій Каледонії, на північному та східному узбережжі Австралії.

## Опис
Найбільший представник родини. Птах сягає 55 см завдовжки та важить до 1 кг. Верхня частина тіла коричнева, нижня— сірувато-бежева, черево брудно-біле. Голова чорна, лише є надбрівна смуга та горло білі. Дзьоб довгий та міцний, до 7 см завдовжки.

## Спосіб життя
Птах трапляється на морському узбережжі, в манграх і на коралових рифах. Активний вночі, вдень переховується у затінку. Живиться крабами, молюсками, хробаками, рибою та іншою дрібною живністю, які знаходить у припливній зоні. Гніздо облаштовує на піщаних пляжах. Воно має вигляд звичайної ямки. У кладці одне яйце.